# Seznam kamenů zmizelých v Holešovicích

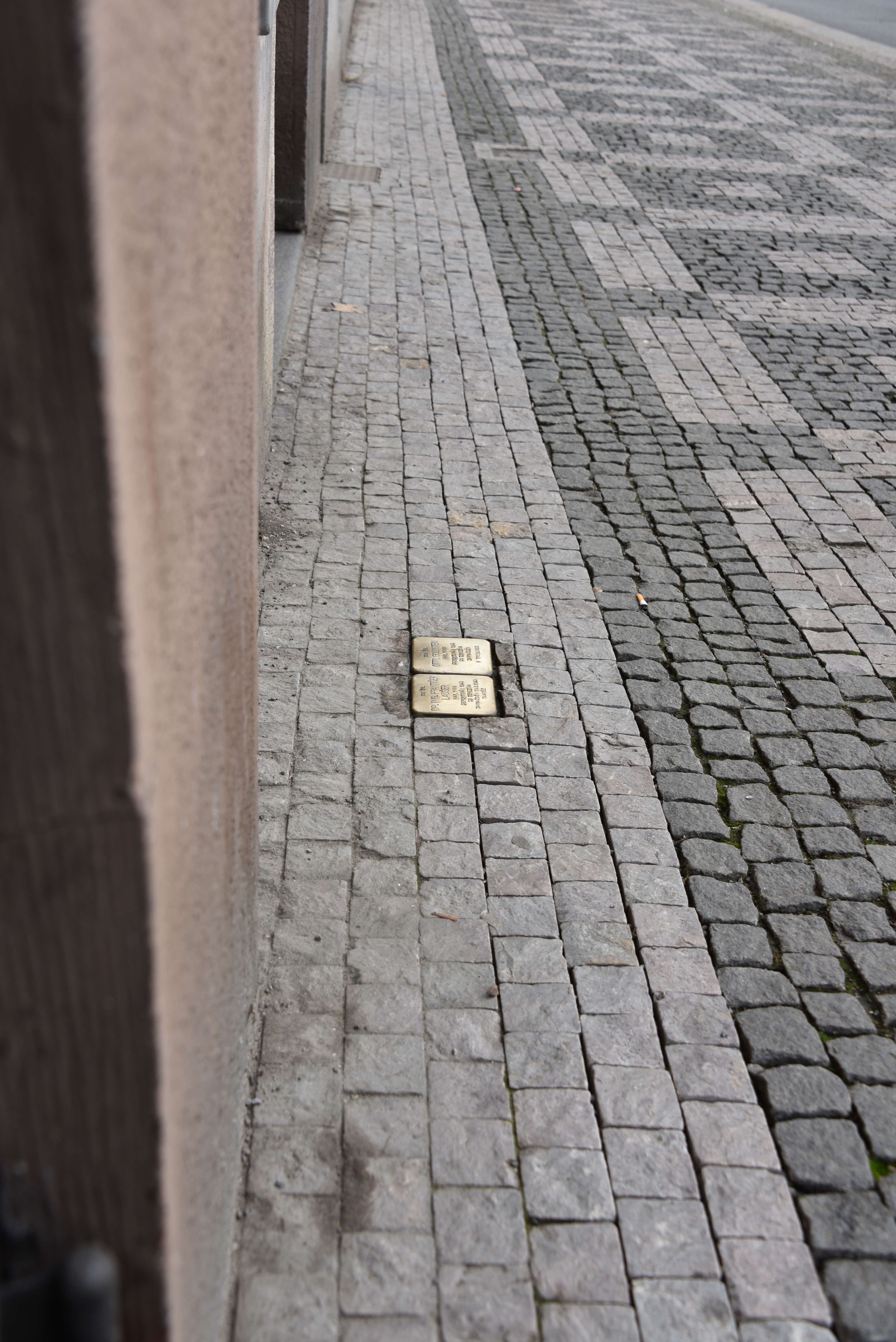
Stolperstein pro Otto Goldsteina a Františka Lausera v Praze-Holešovicích

Seznam kamenů zmizelých v Holešovicích obsahuje pamětní kameny obětem nacismu v Holešovicích (městská čtvrť Prahy). Jsou součástí celoevropského projektu Stolpersteine německého umělce Guntera Demniga. Kameny zmizelých jsou věnovány osudu těch, kteří byli nacisty deportováni, vyhnáni, zavražděni nebo spáchali sebevraždu.
Kameny zmizelých se zpravidla nacházejí před posledním místem pobytu obětí. První instalace v Praze se uskutečnila 8. října 2008.

## Stolpersteine
V Holešovicích se nacházejí tyto kameny zmizelých:
| Obrázek | Nápis | Bydliště                               | Jméno, život                           |
| ------- | --- | -------------------------------------- | -------------------------------------- |
|         | ZDE ŽIL ING. JOSEF BERGMANN NAR. 1880 DEPORTOVÁN 1942 DO TEREZÍNA 1944 DO OSVĚTIMI ZAVRAŽDĚN                     | Praha-Holešovice, Pplk. Sochora 739/36 | Ing. Josef Bergmann                    |
|         | ZDE ŽIL JUDR. ARNOŠT CANTOR NAR. 1865 DEPORTOVÁN 1942 DO TEREZÍNA ZAVRAŽDĚN 1942 TAMTÉŽ                          | Praha-Holešovice, Schnirchova 1085/27  | JUDr. Arnošt Cantor                    |
|         | ZDE ŽIL OTTO GOLDSTEIN NAR. 1868 DEPORTOVÁN 1942 DO TEREZÍNA ZAVRAŽDĚN V TREBLINCE                               | Praha-Holešovice, Kostelní 875/6       | Otto Goldstein                         |
|         | ZDE BYDLEL ROBERT LAŠ NAR. 1895 DEPORTOVÁN 1942 TEREZÍNA ZAVRAŽDĚN 1944 V OSVĚTIMI                               | Praha-Holešovice, Na Maninách 1042/18  | Robert Laš                             |
|         | ZDE BYDLELA GABRIELA LAŠOVÁ ROZ. KOHNOVÁ NAR. 1894 DEPORTOVÁNA 1942 TEREZÍNA ZAVRAŽDĚNA 1944 V OSVĚTIMI          | Praha-Holešovice, Na Maninách 1042/18  | Gabriela Lašová roz. Kohnová           |
|         | ZDE ŽIL DR. ING. FRANTIŠEK LAUŠER NAR. 1889 DEPORTOVÁN 1943 DO TEREZÍNA ZAVRAŽDĚN 19.5.1943 TAMTÉŽ               | Praha-Holešovice, Kostelní 875/6       | Dr. Ing. František Laušer              |
|         | ZDE ŽILA ERNESTINA METZL NAR. 1883 DEPORTOVÁNA 1942 DO TEREZÍNA ZAVRAŽDĚNA V BARANOVIČI                          | Praha-Holešovice, Šternberkova 1357/10 | Ernestina Metzl také Arnoštka Metzlová |
|         | ZDE ŽIL GUSTAV METZL NAR. 1879 DEPORTOVÁN 1942 DO TEREZÍNA ZAVRAŽDĚN V ZAMOŠČI                                   | Praha-Holešovice, Šternberkova 1357/10 | Gustav Metzl                           |
|         | ZDE ŽILA IDA METZL ROZ.FRIED NAR. 1887 DEPORTOVÁNA 1942 DO TEREZÍNA ZAVRAŽDĚNA V ZAMOŠČI                         | Praha-Holešovice, Šternberkova 1357/10 | Ida Metzl také Metzlová roz. Friedová  |
|         | ZDE ŽIL MARTIN WELS NAR. 1925 DEPORTOVÁN 1942 DO TEREZÍNA ZAVRAŽDĚN 8.3.1944 V OSVĚTIMI                          | Praha-Holešovice, Dobrovského 375/15   | Martin Wels                            |
|         | ZDE ŽIL ING. ARCH. RUDOLF WELS NAR. 1882 DEPORTOVÁN 1942 DO TEREZÍNA ZAVRAŽDĚN 8.3.1944 V OSVĚTIMI               | Praha-Holešovice, Dobrovského 375/15   | Ing. Arch. Rudolf Wels                 |
|         | ZDE ŽILA ILSA WELSOVÁ NAR. 1894 DEPORTOVÁNA 1942 DO TEREZÍNA ZAVRAŽDĚNA 8.3.1944 V OSVĚTIMI                      | Praha-Holešovice, Dobrovského 375/15   | Ida Welsová roz. Kohnová               |
|         | ZDE ŽIL ING. EUGEN WIENER NAR. 1878 DEPORTOVÁN 1942 DO TEREZÍNA ZAVRAŽDĚN V MALÉM TROSTINCI                      | Praha-Holešovice, Schnirchova 1353/7   | Ing. Eugen Wiener, také Evžen          |
|         | ZDE ŽILA KATHARINA WIENEROVÁ ROZ. SCHWARZOVÁ NAR. 1889 DEPORTOVÁNA 1942 DO TEREZÍNA ZAVRAŽDĚNA V MALÉM TROSTINCI | Praha-Holešovice, Schnirchova 1353/7   | Katharina Wienerová                    |